# President de l'Iran
El president de la República islàmica de l'Iran té un paper molt important en les institucions polítiques de l'Iran. Al principi, el lloc era més aviat honorífic, segons la constitució de la República islàmica, després de la caiguda del Xa, el 1979. La presidència ha esdevingut un lloc cada vegada més important, sobretot des de 1989. El president actual és Ebrahim Raisi.

## Funcions
En contrast amb la majoria de repúbliques, el Cap d'Estat iranià no és el President de la República sinó el Guia suprem, que és un personatge religiós seleccionat per una Assemblea d'experts. L'aiatol·là Ruhol·lah Khomeini, per exemple, que és possiblement el dirigent iranià més cèlebre a Occident, era guia suprem i no president.
Malgrat això, el president de la República desenvolupa nombroses funcions que es reserven tradicionalment a un cap d'Estat, com ara el fet de designar els ambaixadors. Des de la modificació de la constitució el 1989, que va suprimir la funció de Primer ministre i va fusionar la majoria de les tasques del Primer Ministre amb les del president, la presidència de la República ha esdevingut un lloc significatiu en termes d'influència governamental.
El president és responsable de la implementació de la constitució i de l'exercici del poder executiu, a excepció de les prerrogatives que corresponen al Guia suprem. El president designa i supervisa el Consell de Ministres, coordina les decisions del govern i selecciona les polítiques del govern abans que siguin transmeses al parlament. Vuit vice-presidents ajuden el president, així com un gabinet de 21 ministres, que han de ser aprovats tots pel parlament. Contràriament a nombrosos altres estats, la branca executiva a l'Iran no controla les forces armades. Encara que el president designi els ministres d'informació i defensa, és costum que el president obtingui l'acord explícit del Guia suprem per a aquests dos ministres abans de presentar-los al parlament per al vot de confiança.
A més, en tant que més alta autoritat escollida del país, el president de la República és responsable enfront de l'opinió pública mentre que el Guia suprem no ho és.

## Elecció

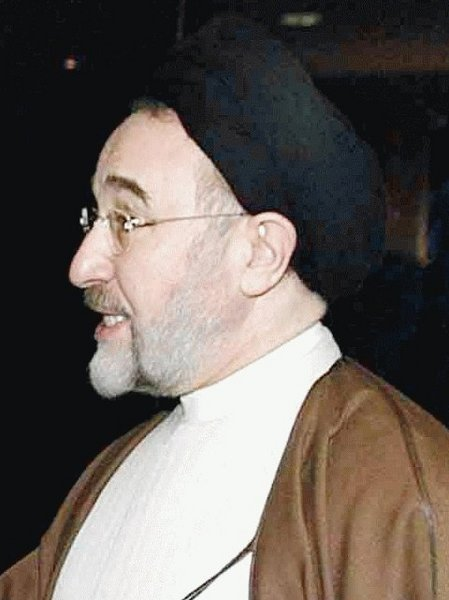
Muhammad Khatami, president de l'Iran de 1997 a 2005.

El president de la República és escollit en una elecció nacional per sufragi universal. El sufragi és permès a tot ciutadà iranià que tingui més de 15 anys. La selecció dels candidats per a l'elecció es limita als candidats aprovats pel Consell dels Guardians. Els 12 membres d'aquest consell són designats directament o indirectament pel Guia suprem i estan destinats a preservar els valors del govern islàmic teocràtic de l'Iran.
Per ser elegible en la presidència, el consell proclama que les condicions següents han de ser complertes:
- El candidat ha de ser un home;
- Ha de ser musulmà duodecimam;
- Ha de tenir entre 25 i 75 anys;
- No ha d'haver estat condemnat;
- No ha d'haver servit el país durant la monarquia iraniana
- Ha de ser lleial a la República islàmica.

Segons la constitució iraniana, el president és escollit entre les persones que compleixen les condicions següents : d'origen iranià, de nacionalitat iraniana, administrador i astut, proveït de bons antecedents, digne de confiança, virtuós, pietós i lligat als fonaments de la República islàmica de l'Iran i a la religió oficial del país.
Si aquestes condicions no són reunides, el consell dels Guardians veta el candidat. El procediment d'aprovació és considerat com una comprovació del poder del president. Generalment, només una ínfima minoria de candidats són aprovats. En l'elecció de 1997 per exemple, només 4 dels 238 candidats potencials es van poder presentar a l'elecció. Cap dona mai no ha estat autoritzada a presentar-se. Els observadors occidentals critiquen aquest sistema d'aprovació que és una manera per al consell dels Guardians i el guia suprem d'assegurar-se que sols els candidats fonamentalistes com ells puguin arribar a la presidència.
El president ha de ser escollit amb la majoria simple del vot popular. Una segona volta pot ser necessària per acabar el procés d'elecció.
Segons la constitució iraniana, en cas de defunció, de revocació, de dimissió, d'absència o de malaltia de més de dos mesos del president de la República o si el seu successor no ha pogut ser escollit, és el primer vicepresident qui exerceix provisionalment les funcions del President (131è principi de la Constitució). Abans de la revisió de 1989 un Consell presidencial provisional format pel Primer Ministre, el president del Majlis i del president del Tribunal suprem exercia les funcions presidencials, tot esperant la celebració d'eleccions.
El president escollit esdevé automàticament president del Consell de la Revolució cultural i del Consell de Seguretat nacional.

## Llista de presidents
| #                          | President                            | President                  | Inici del mandat           | Final del mandat           | Notes |                            |
| 1a Constitució (1979–1989) | 1a Constitució (1979–1989)           | 1a Constitució (1979–1989) | 1a Constitució (1979–1989) | 1a Constitució (1979–1989) | 1a Constitució (1979–1989) | 1a Constitució (1979–1989) |
| -------------------------- | ------------------------------------ | -------------------------- | -------------------------- | -------------------------- | --- | -------------------------- |
| 1                          | Abolhassan Banisadr (Nascut el 1933) | Abolhassan Banisadr        | 4 de febrer de 1980        | 21 de juny de 1981         | Fou destituït. |                            |
| 2                          | Muhammad Ali Rajai (1933-1981)       | Muhammad Ali Rajai         | 2 d'agost de 1981          | 30 d'agost de 1981         | Fou assassinat mentre era president.                                                                                          |                            |
| 3                          | Ali Khamenei (Nascut el 1939)        | Ali Khamenei               | 13 d'octubre de 1981       | 17 d'agost de 1989         | Va desenvolupar el paper de Guia suprem després de la mort de Khomeini, funció acaparada amb la presidència durant dos mesos. |                            |
| 2a Constitució (1989-)     |                                      |                            |                            |                            | |                            |
| 4                          | Akbar Haixemi Rafsanjani (1934-2017) | Akbar Haixemi Rafsanjani   | 17 d'agost de 1989         | 3 d'agost de 1997          | |                            |
| 5                          | Muhammad Khatami (Nascut el 1943)    | Muhammad Khatami           | 4 d'agost de 1997          | 3 d'agost del 2005         | |                            |
| 6                          | Mahmud Ahmadinejad (Nascut el 1956)  | Mahmud Ahmadinejad         | 3 d'agost del 2005         | 3 d'agost del 2013         | |                            |
| 7                          | Hassan Rouhani (Nascut el 1948)      | Hassan Rouhani             | 3 d'agost de 2013          | 3 d'agost de 2021          | |                            |
| 8                          | Ebrahim Raisi (Nascut el 1960)       |                            | 3 d'agost de 2021          |                            | |                            |